# جائزة شارلمان

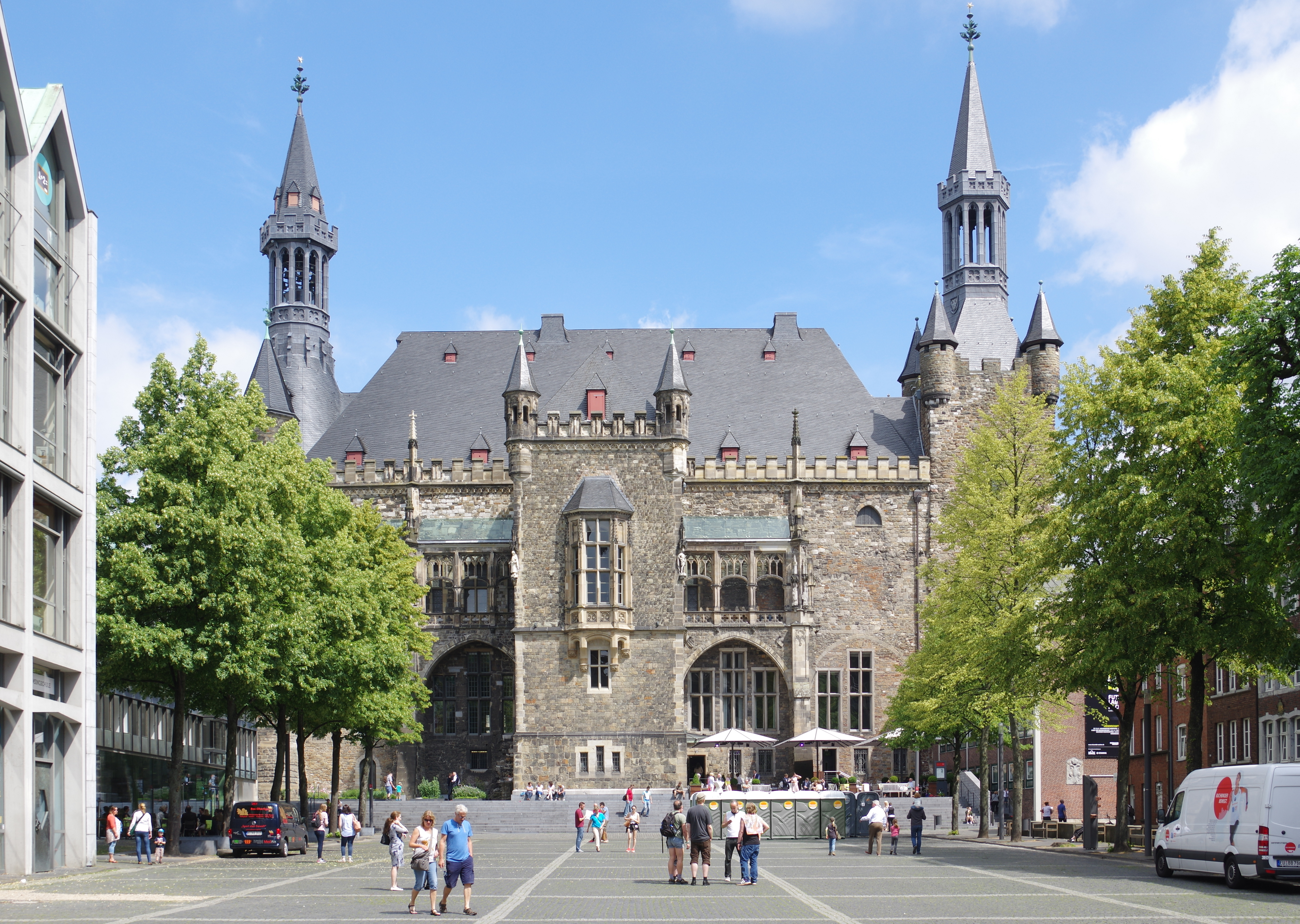
قاعة مدينة آخن

كارلسبريز، (Karlspreis)، (بالألمانية: Internationaler Karlspreis der Stadt Aachen) (جائزة شارلمان العالمية لمدينة آخن) (بالانجليزية: ːInternational Charlemagne Prize of the City of Aachen) هي جائزة تمنح سنويًّا للأشخاص الذين قدموا خدمات لأوروبا والوحدة الأوروبية. تُمنح الجائزة منذ 1950 وسميت باسم كارل الكبير، المسمى الألماني لشارلمان، حاكم الإمبراطورية الرومانية المقدسة، الذي كان أول من وحد أوروبا الغربية بعد سقوط الإمبراطورية الرومانية الغربية. تقليديا يتم منح الجائزة للمتلقي في يوم الصعود في حفل يقام في قاعة مدينة آخن. في أبريل 2008، قام منظمو جائزة شارلمان والبرلمان الأوروبي بشكل مشترك بإنشاء جائزة شارلمان الأوروبية للشباب، والتي تعترف بمساهمات الشباب في عملية التكامل الأوروبي. الرعاة ‏ للمؤسسة هم الملك فيليب ملك بلجيكا، الملك فيليب السادس ملك إسبانيا هنري دوق لوكسمبورغ الأكبر.

## تاريخها
في 19 ديسمبر 1949، قدم Kurt Pfeiffer إلى مجموعة القراءة "Corona Legentium Aquensis"، التي أسسها، مقترحاته للجائزة: "يشرفنا اقتراح تقديم سنوي لجائزة دولية للمساهمة الأكثر قيمة" "في خدمات التفاهم والعمل في أوروبا الغربية من أجل المجتمع، وفي خدمات الإنسانية والسلام العالمي. وقد تكون هذه المساهمة في مجال المسعى الأدبي أو العلمي أو الاقتصادي أو السياسي."
يشير رعاة الجائزة في مدينة آخن، إلى شارلمان باعتباره "مؤسس الثقافة الغربية"، ويؤكدون أنه في عهده، كانت مدينة آخن ذات يوم المركز الروحي والسياسي لكل ما يعرف الآن بأوروبا الغربية. مُنحت جائزة شارلمان الأولى إلى ريتشارد فون كودينهوف كاليرجي، مؤسس حركة عموم أوروبا.
بعد تسليم الجائزة لرئيس الوزراء الإيطالي ألشيدي دي غاسبيري عام 1952، أرسلت جائزة شارلمان الدولية لمدينة آخن مرارا وتكرارا رسائل تتجاوز حدود ألمانيا وتعزز "وحدة أوروبا". يؤكد رعاة الجائزة أن قائمة الفائزين بها تعكس تاريخ عملية التوحيد الأوروبية، والتي يشار إليها عادة بالتكامل الأوروبي. ويواصلون أن الجائزة مُنحت للآباء المؤسسين لأوروبا الموحدة مثل ألتشيدي دي غاسبيري، وشومان، وجان موني، وكونراد أديناور، ولأولئك الذين جسدوا الأمل في التكامل مثل إدوارد هيث، وقسطنطين كرامنليس، والملك خوان كارلوس الأول.
ويؤكد الرعاة أن الجائزة ليست مجرد تعبير عن الامتنان للخدمات الدائمة لوحدة أوروبا، ولكنها أيضًا تشجيع وتعبير عن الآمال والتوقعات الموجهة نحو المستقبل. ويستشهدون بقول كورت فايفر: "إن جائزة شارلمان تصل إلى المستقبل، وفي الوقت نفسه تجسد التزامًا - التزامًا ذا قيمة أخلاقية عالية. وهي موجهة نحو الاتحاد الطوعي للشعوب الأوروبية دون قيود، بحيث في شعوبها وقد يدافعون عن القوة المكتشفة حديثًا عن أسمى الخيرات الأرضية - الحرية والإنسانية والسلام - ويحافظون على مستقبل أطفالهم وأطفال أطفالهم.
في أبريل 2008 قام منظمو جائزة شارلمان والبرلمان الأوروبي بشكل مشترك بإنشاء جائزة شارلمان الأوروبية الجديدة للشباب، والتي تعترف بمساهمات الشباب في عملية التكامل الأوروبي.

## حائزو الجائزة
- 1950  ريتشارد فون كودينهوف كاليرجي
- 1951  هندريك بروجمنز  [لغات أخرى]‏
- 1952  ألتشيدي دي غاسبيري
- 1953  جان موني
- 1954  كونراد أديناور
- 1956  ونستون تشرشل
- 1957  بول هنري سباك
- 1958  روبير شومان
- 1959  جورج مارشال
- 1960  جوزيف بيخ
- 1961  والتر هالشتاين
- 1963  إدوارد هيث
- 1964  أنطونيو سينيي
- 1966  جينز أوتو كراغ
- 1967  جوزيف لونس  [لغات أخرى]‏
- 1969  المفوضية الأوروبية
- 1970  فرانسوا سيدو  [لغات أخرى]‏
- 1972  روي جنكينز
- 1973  سلفادور دي مادرياغا
- 1976  ليو تيندمان  [لغات أخرى]‏
- 1977  فالتر شيل
- 1978  قسطنطين كرامنليس
- 1979  إميليو كولومبو
- 1981  سيمون فاي
- 1982  خوان كارلوس الأول
- 1984  كارل كارستنز
- 1986  شعب لوكسمبورج
- 1987  هنري كيسنجر
- 1988  هلموت كول  و  فرنسوا ميتران
- 1989  روجيه شوتز
- 1990  جولا هورن
- 1991  فاتسلاف هافيل
- 1992  جاك ديلور
- 1993  فيليبي غونثاليث
- 1994  غرو هارلم برونتلاند
- 1995  فرانتس فرانيتسكي
- 1996  بياتريكس ملكة هولندا
- 1997  رومان هيرتسوغ
- 1998  برونيسواف جيريميك  [لغات أخرى]‏
- 1999  توني بلير
- 2000  بيل كلينتون
- 2001  جيورجي كونراد
- 2002  يورو
- 2003  فاليري جيسكار ديستان
- 2004  بات كوكس
- 2004  /  يوحنا بولس الثاني (جائزة غير عادية)
- 2005  كارلو أزيليو تشامبي
- 2006  جان كلود يونكر
- 2007  خافيير سولانا
- 2008  أنغيلا ميركل
- 2009  أندريا ريكاردي  [لغات أخرى]‏
- 2010  دونالد توسك
- 2011  جان كلود تريشيه
- 2012  فولفغانغ شويبله
- 2013  داليا غريباوسكايتي
- 2014  هيرمان فان رومبوي
- 2015  مارتن شولتس[3]
- 2016  /  البابا فرنسيس
- 2017  تيموثي غارتون آش
- 2018  إيمانويل ماكرون
- 2019  أنطونيو غوتيريش
- 2020/2021  كلاوس يوهانيس[4]
- 2022  سفياتلانا تسيخانوسكايا، ماريا كاليسينكافا، فيرونيكا تسيبكالو  [لغات أخرى]‏
- 2023  فولوديمير زيلينسكي والشعب الإوكراني
- 2024  Pinchas Goldschmidt and the Jewish communities in Europe

## الحائزون بحسب الدولة
| عدد الجوائز | الدول                                                                                               |
| ----------- | --------------------------------------------------------------------------------------------------- |
| 9           | ألمانيا فرنسا                                                                                       |
| 5           | إيطاليا المملكة المتحدة                                                                             |
| 4           | إسبانيا                                                                                             |
| 3           | بلجيكا الولايات المتحدة هولندا لوكسمبورغ                                                            |
| 2           | Vatican المجر النمسا بولندا Europe                                                                  |
| جائزة واحدة | Ireland جمهورية التشيك البرتغال النرويج ليتوانيا الدنمارك اليونان سويسرا أوكرانيا رومانيا بيلاروسيا |

## معرض الصور

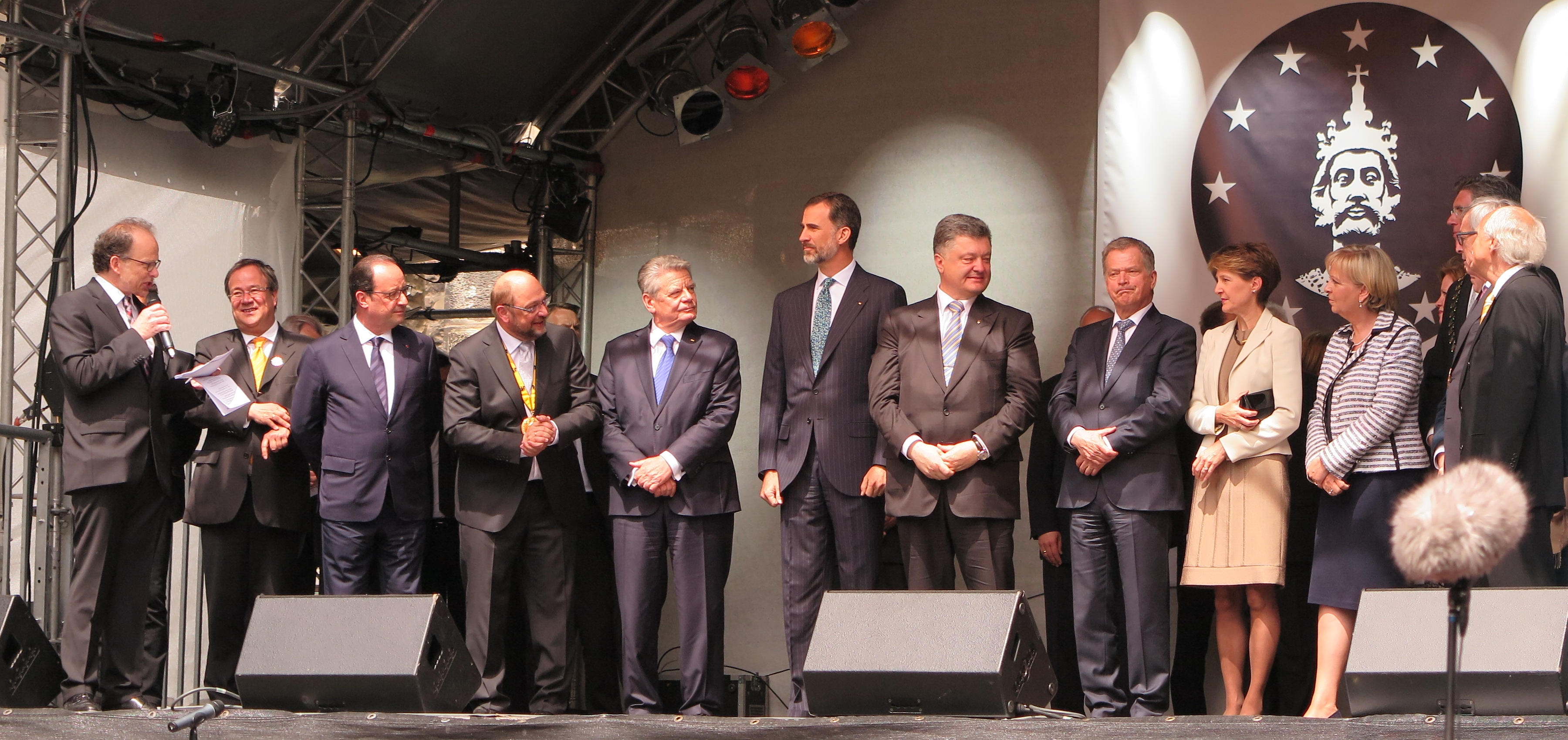
بعد منح جائزة شارلمان لعام 2015 إلى مارتن شولتز، التقى كبار الشخصيات على خشبة المسرح في آخن Katschhof. من اليسار إلى اليمين يمكن رؤية: بيرند بوتجنز (الناطق الرسمي باسم مدينة آخن)، أرمين لاشيت (زعيم المجموعة البرلمانية من CDU في شمال الراين -وستفاليا)، فرانسوا هولاند (رئيس فرنسا)، مارتن شولتز (رئيس البرلمان الأوروبي)، يواكيم غاوك (رئيس ألمانيا)، فيليبي السادس (ملك إسبانيا)، بيترو بوروشينكو (رئيس أوكرانيا)، ساولي نينيستو (رئيس فنلندا)، سيمونيتا سوماروغا (الرئيس من سويسرا)، هانيلور كرافت (الوزير - الرئيس لشمال الراين وستفاليا)، يورغن ليندن (رئيس مجلس إدارة جائزة شارلمان لمدينة آخن)

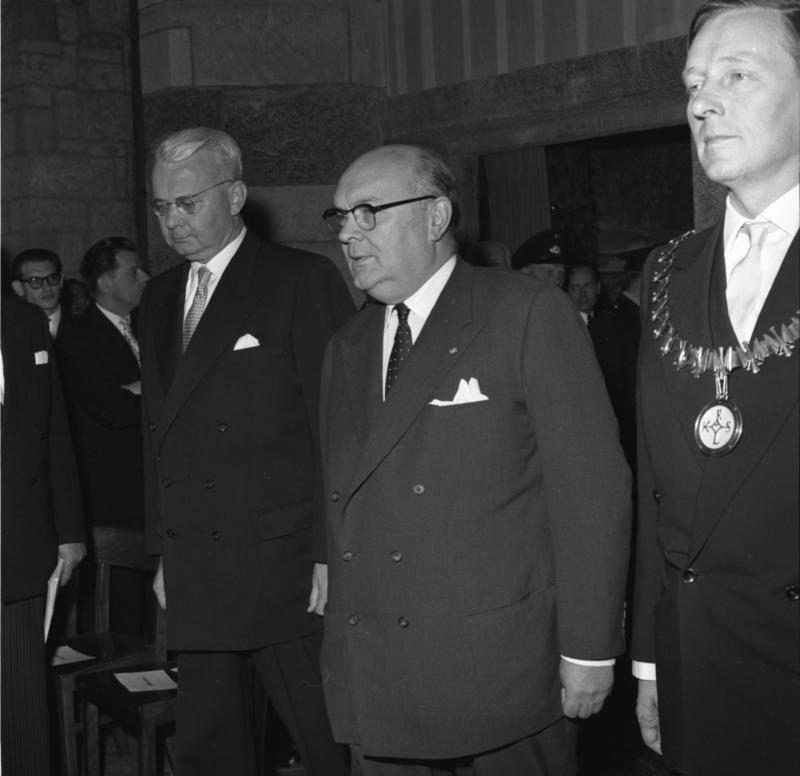
بول هنري سباك عام 1957
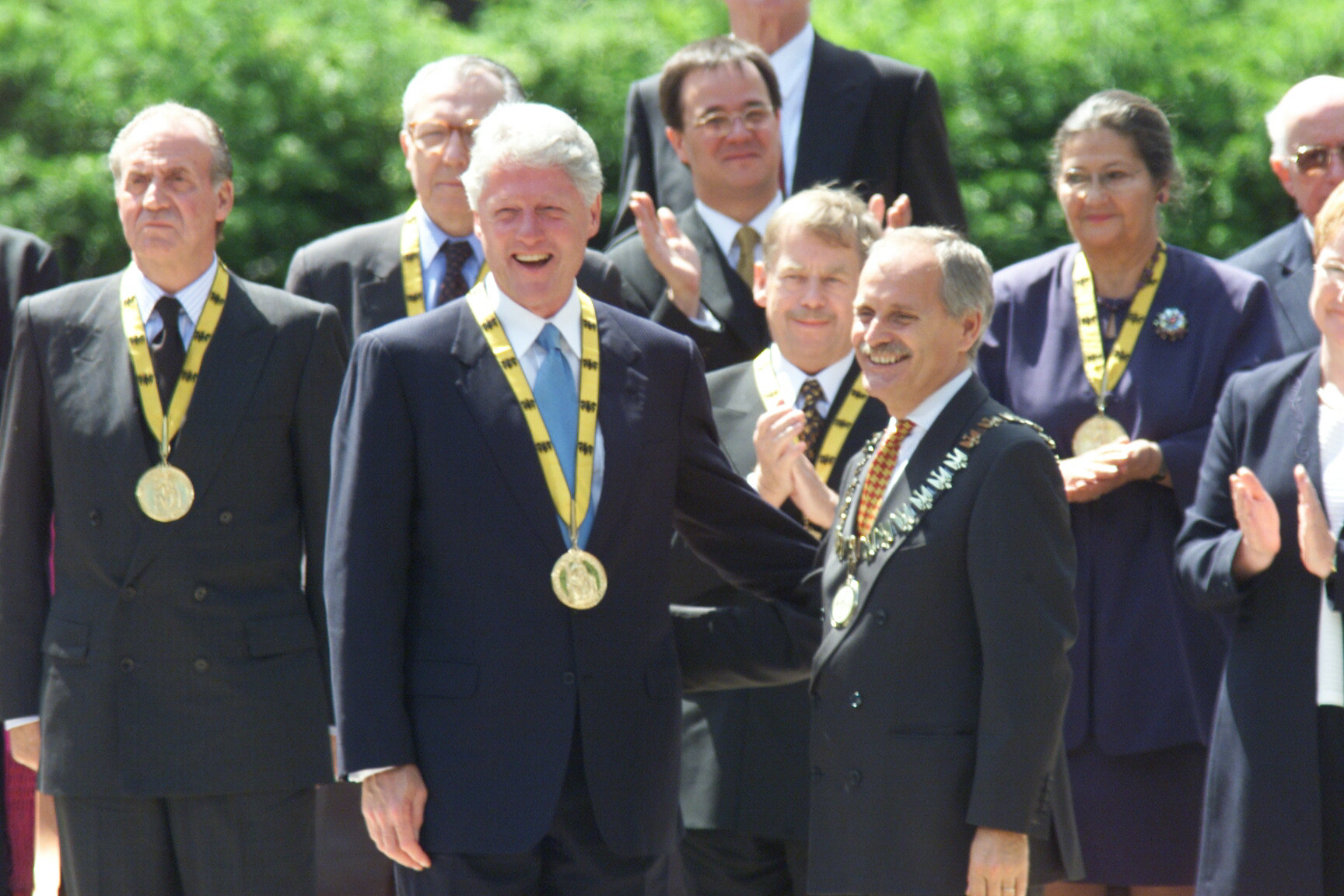
بيل كلينتون عام 2000
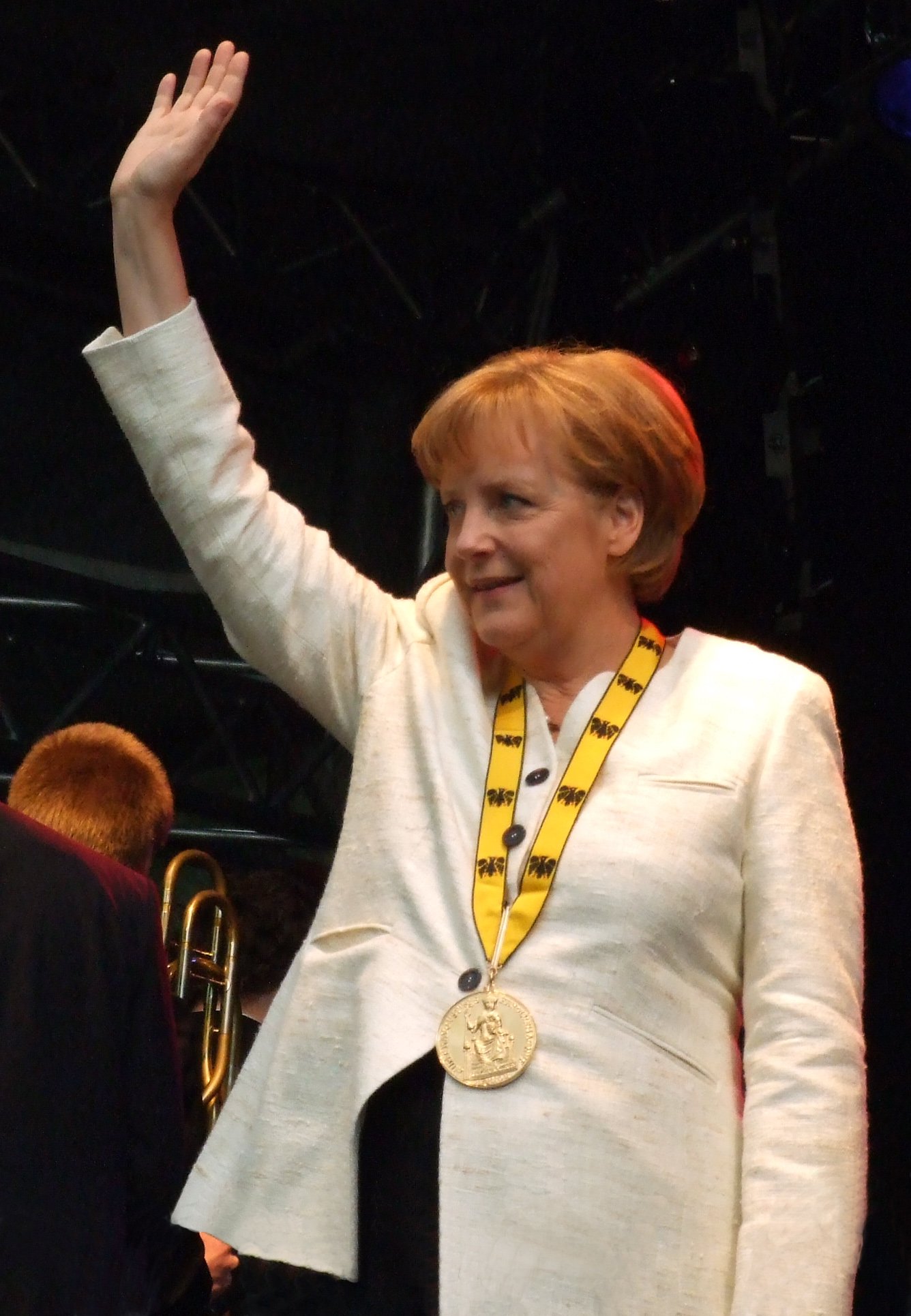
أنغيلا ميركل عام 2008
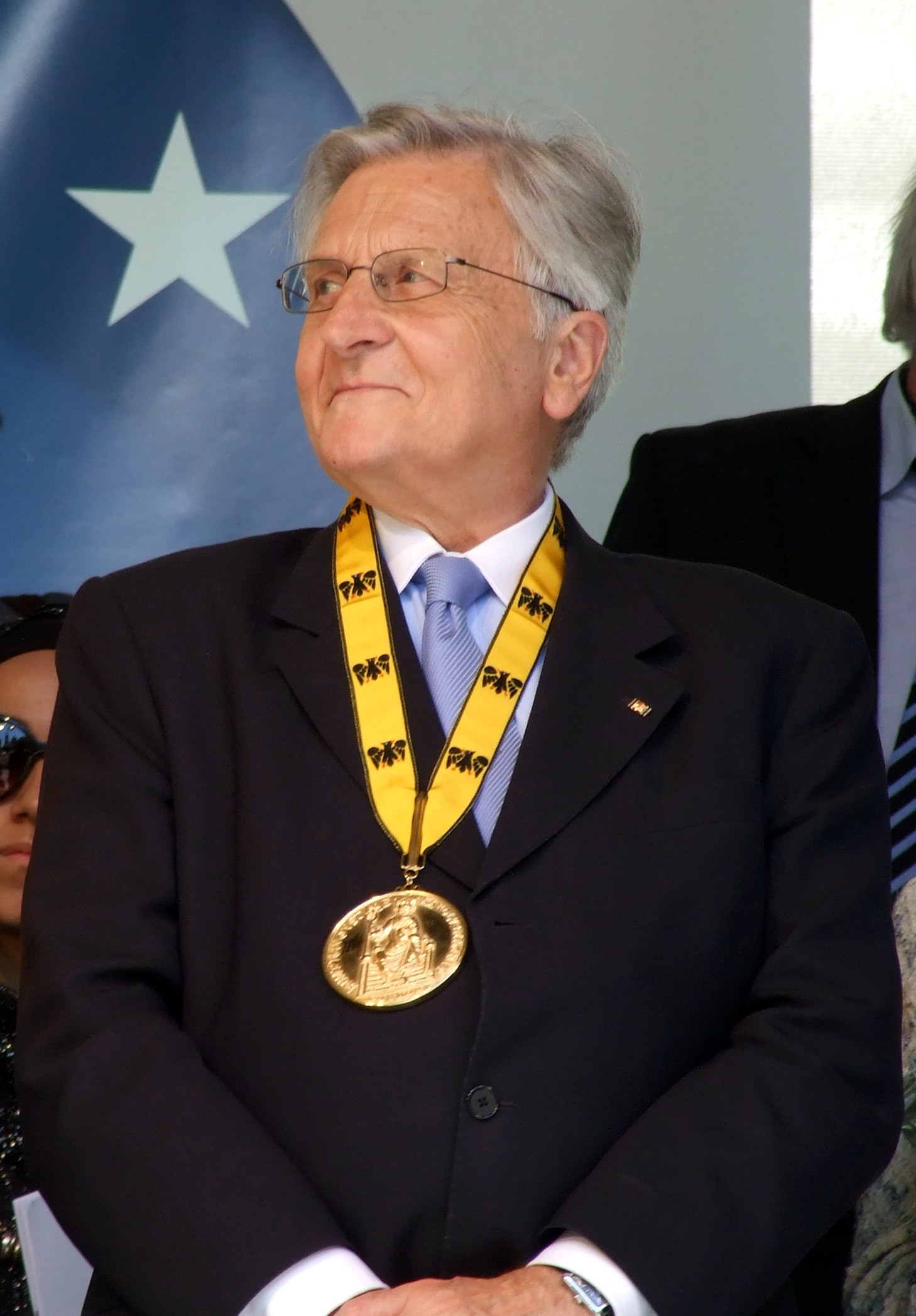
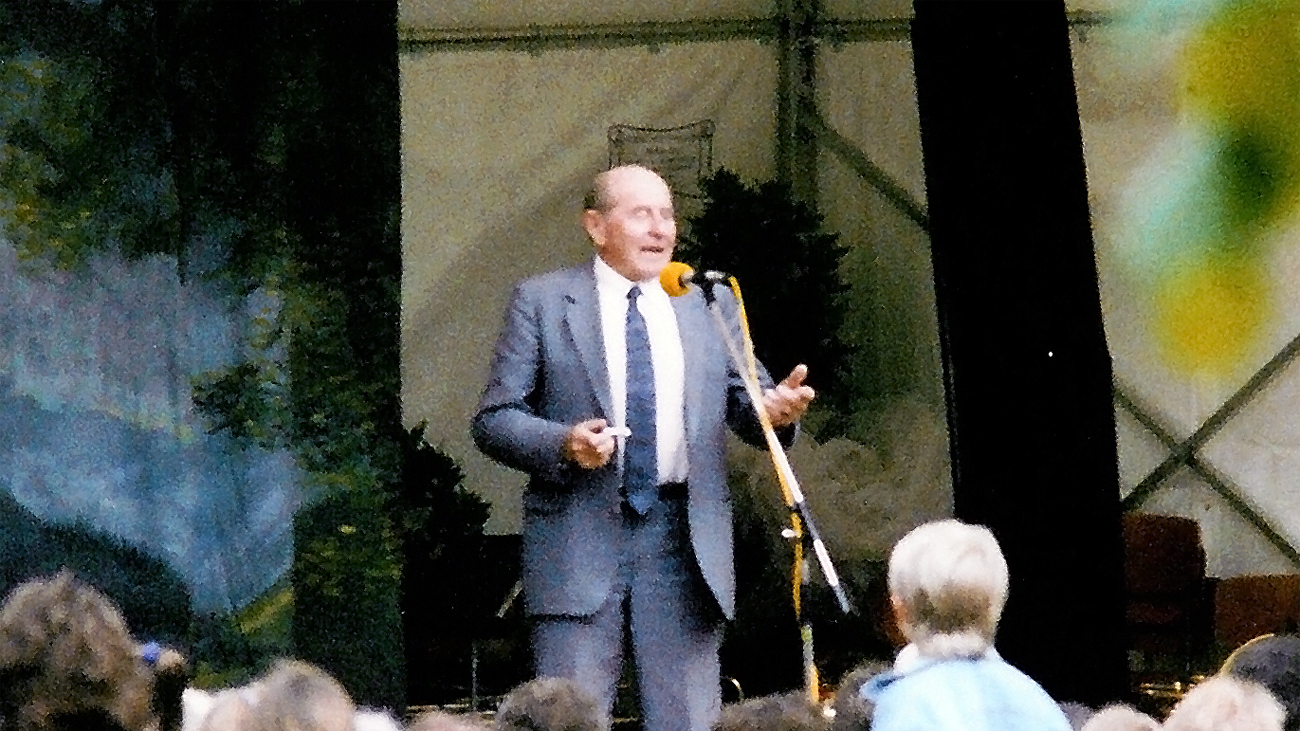
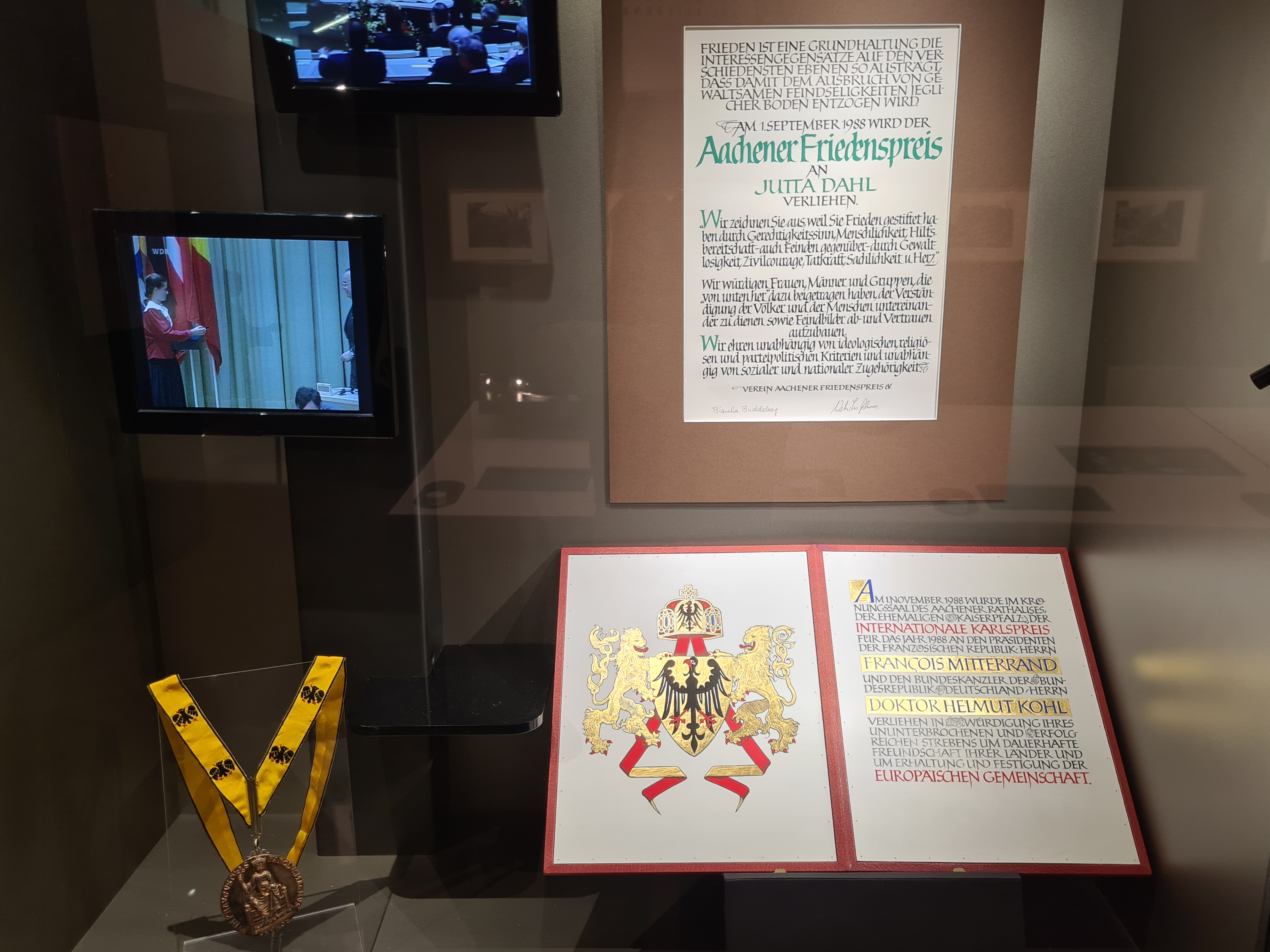
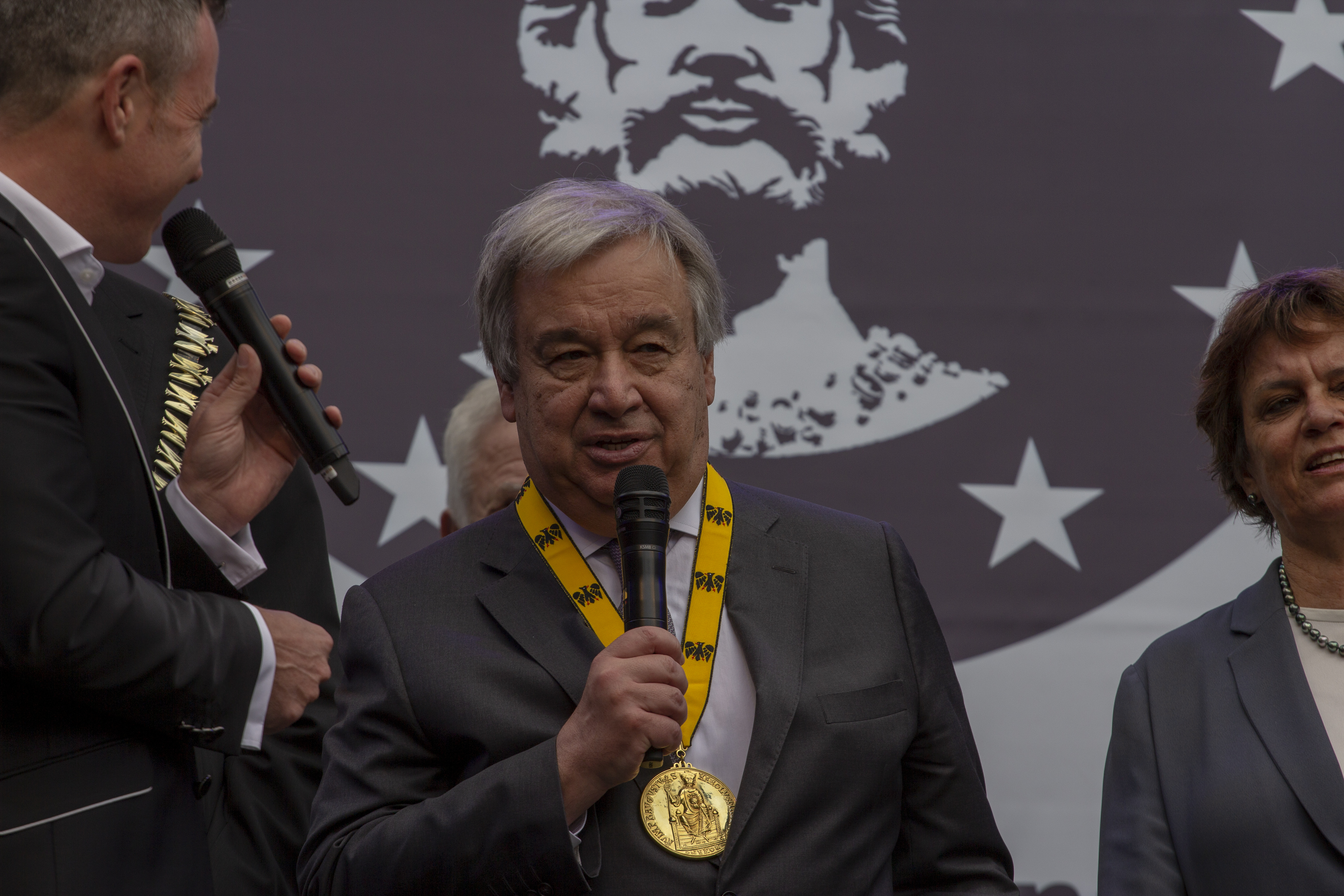
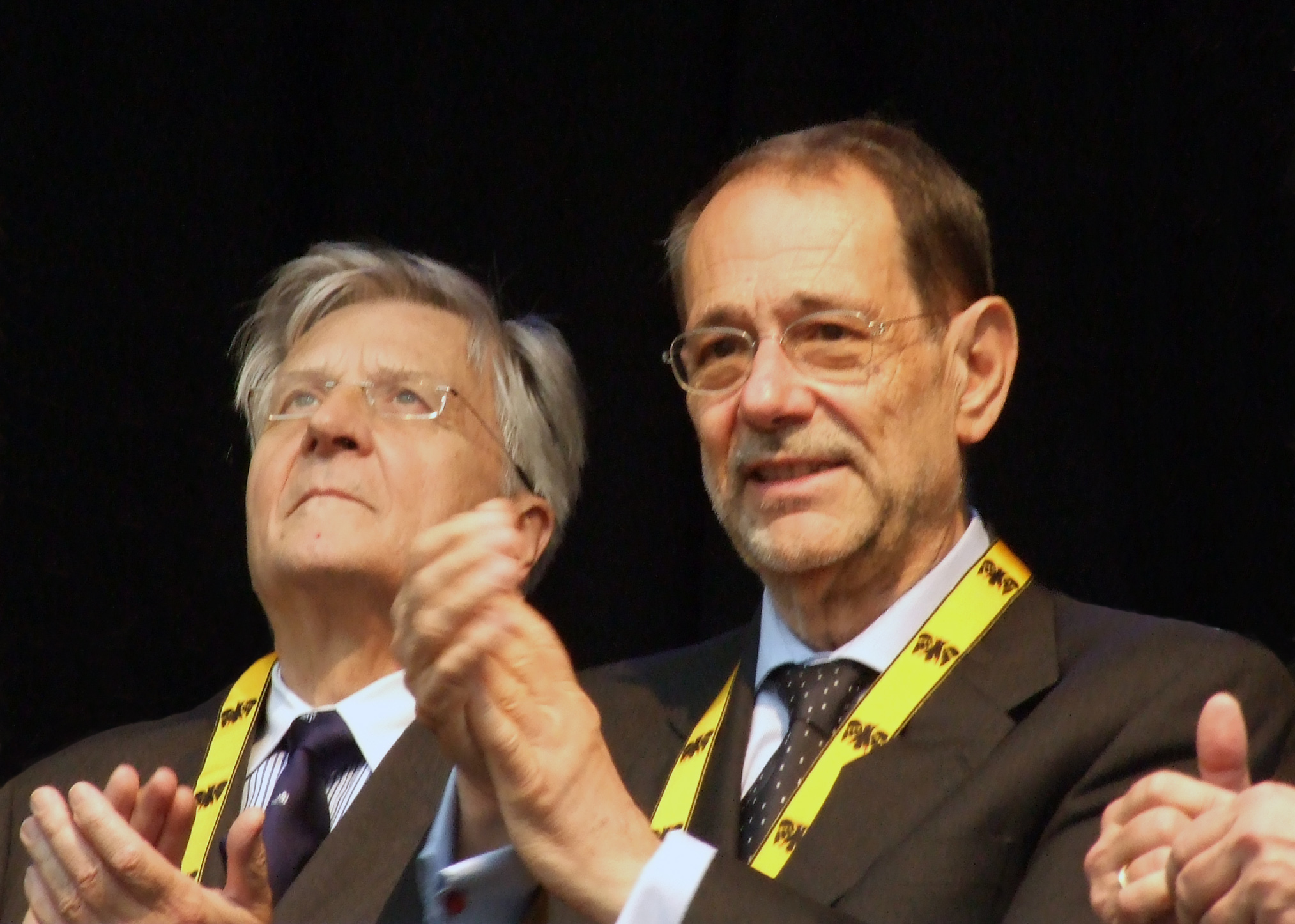
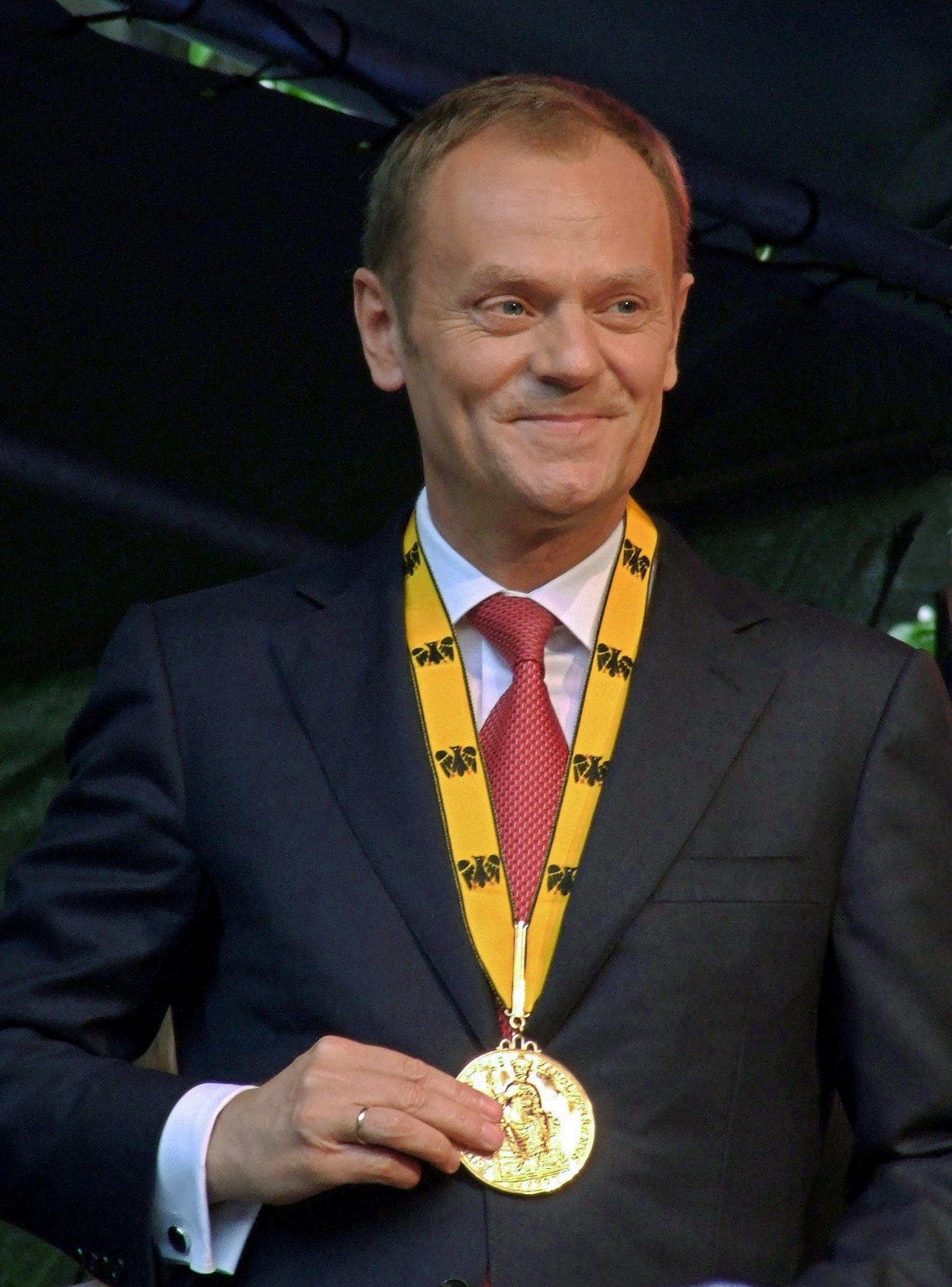
دونالد توسك عام 2010
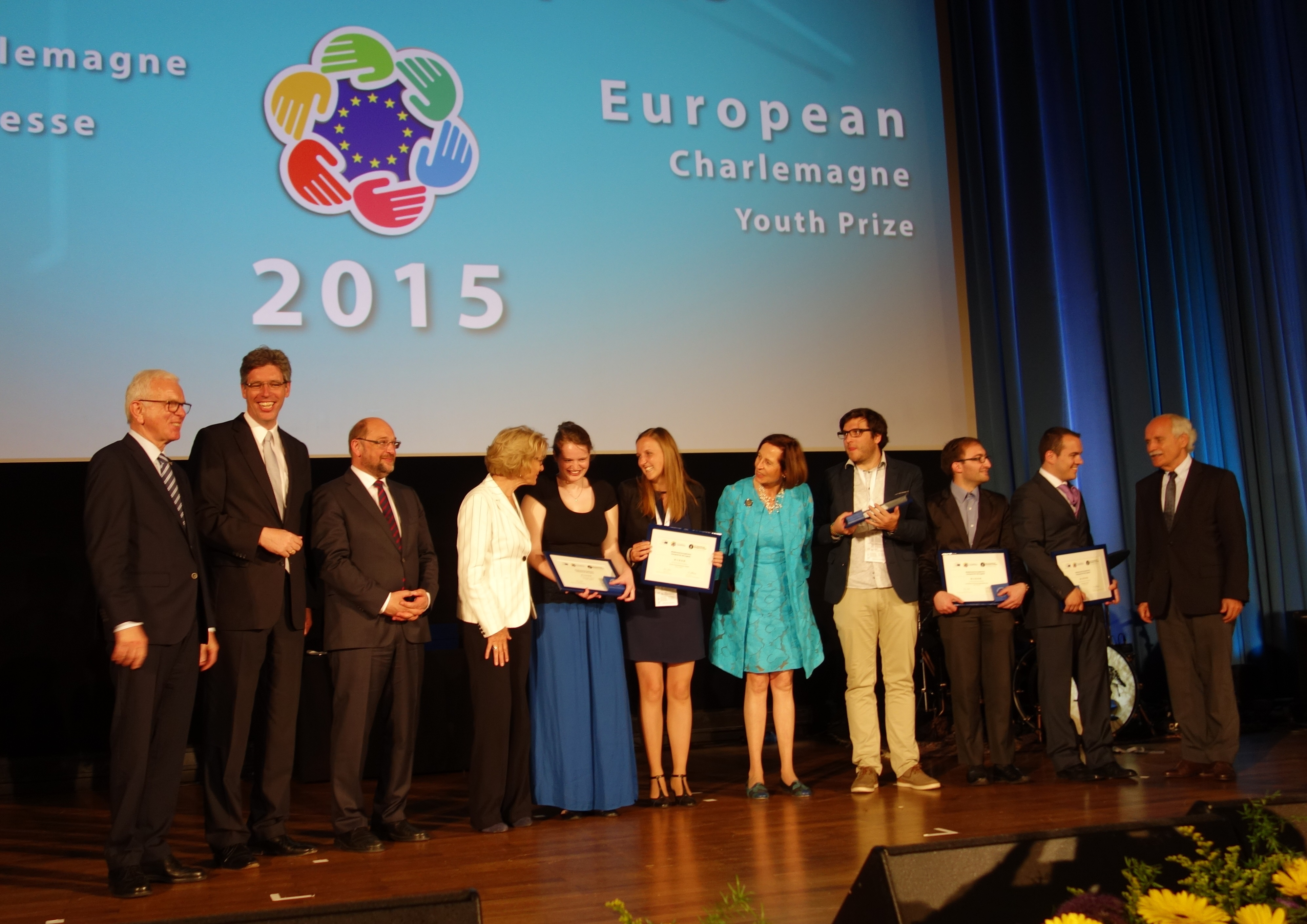
حفل الجائزة 2015
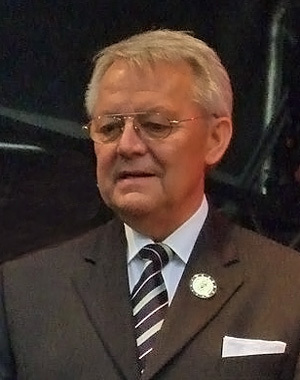
Walter Eversheim
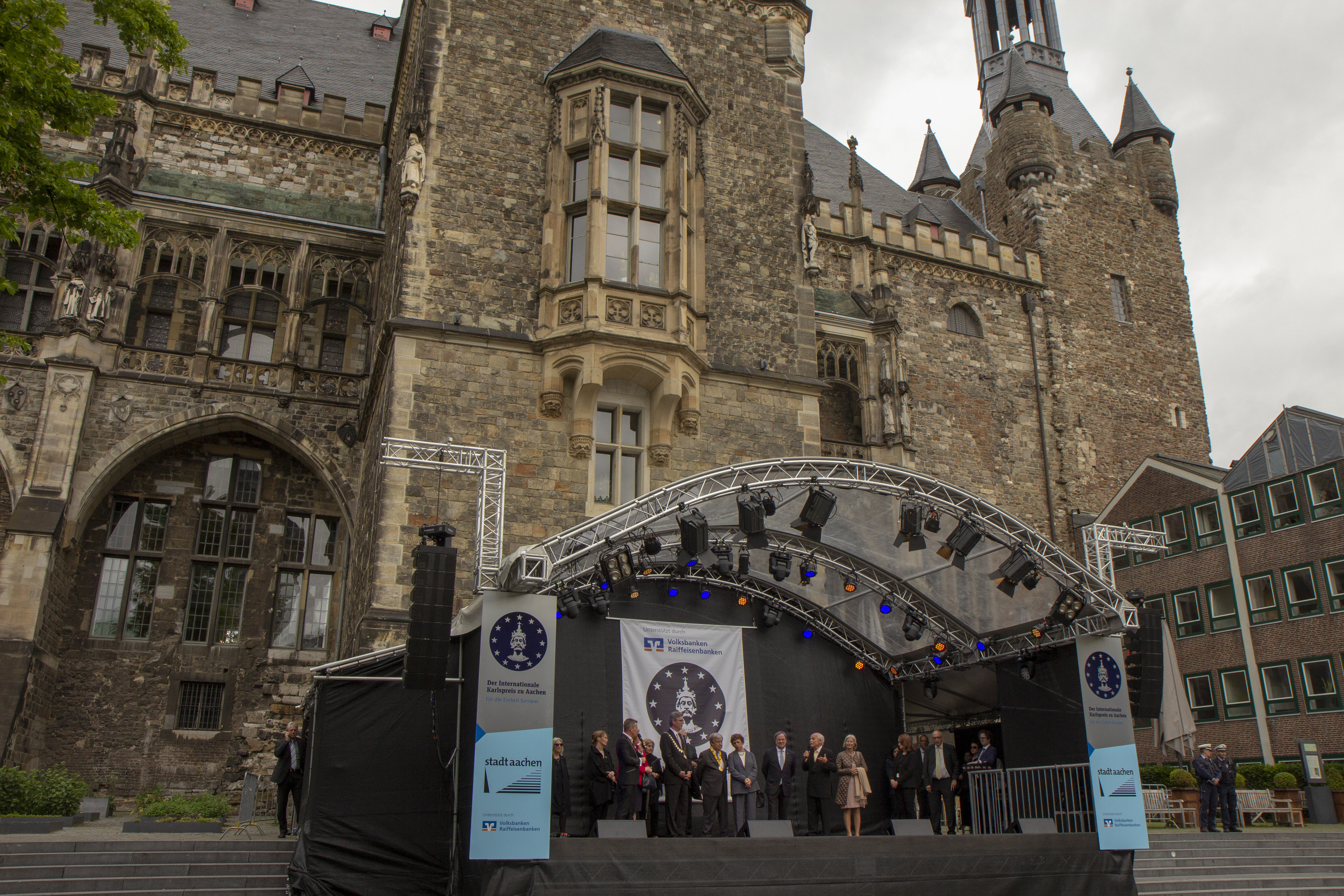
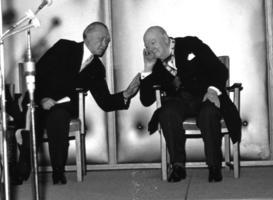
وينستون تشرشل